# Schronisko Małe w Górze Pierwsze
Schronisko Małe w Górze Pierwsze – jaskinia na Wyżynie Częstochowskiej w obrębie Wyżyny Krakowsko-Częstochowskiej. Administracyjnie należy do wsi Trzebniów w województwie śląskim, w powiecie myszkowskim, w gminie Niegowa.

## Opis jaskini
Jest to jaskinia typu schronisko. znajdująca się w skałach na szczycie wzniesienia Góra. Duży, północno-wschodni otwór znajduje się na pionowej ścianie na wysokości 2,5 m nad ziemią i dostanie się do niego wymaga wspinaczki. Za nim jest trzymetrowej długości korytarz o skośnie opadającej zachodniej ścianie. Korytarz ma szerokość 2–3 m i przebija skałę na wylot. Drugi wylot korytarza jest z ziemi łatwo dostępny.
Schronisko powstało w późnojurajskich wapieniach skalistych. Brak w nim nacieków, na dnie znajduje się skalny rumosz i próchnica. Ściany porośnięte glonami, poza tym brak innych roślin.
W tej samej skale znajdują się jeszcze dwa inne schroniska: Schronisko Wielkie w Górze i Schronisko Małe w Górze Drugie.

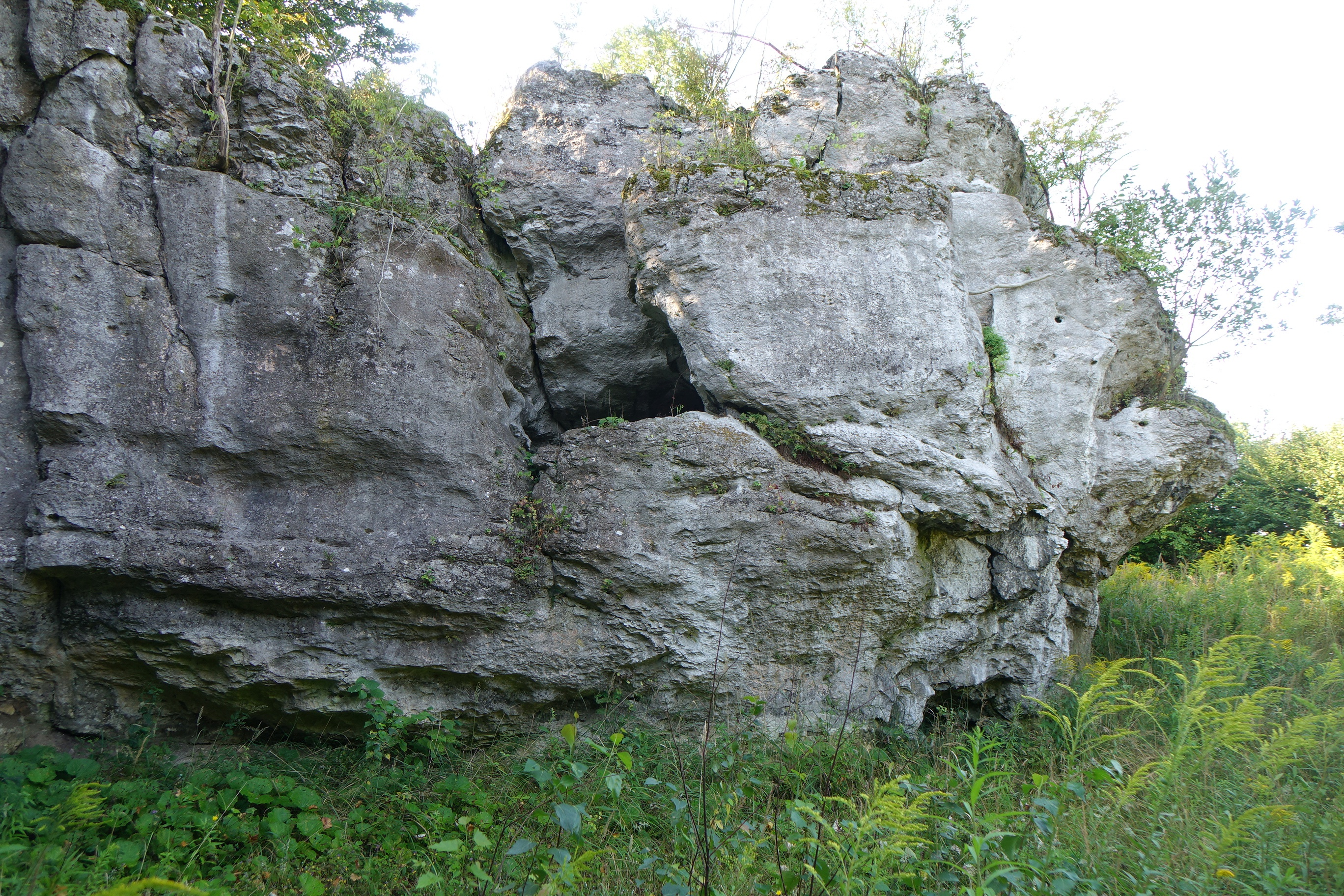
Skała ze schroniskiem
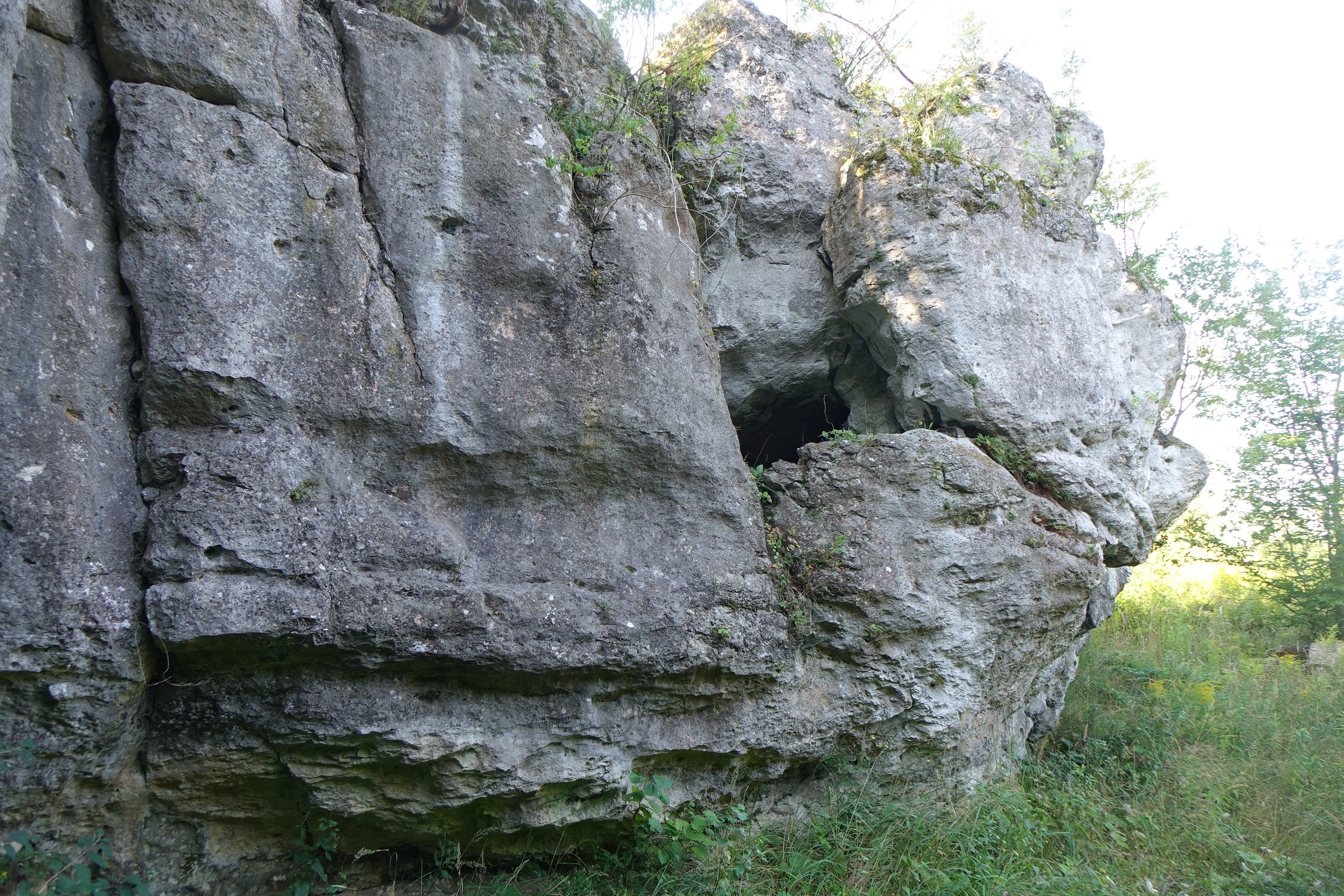
Otwór północno-wschodni
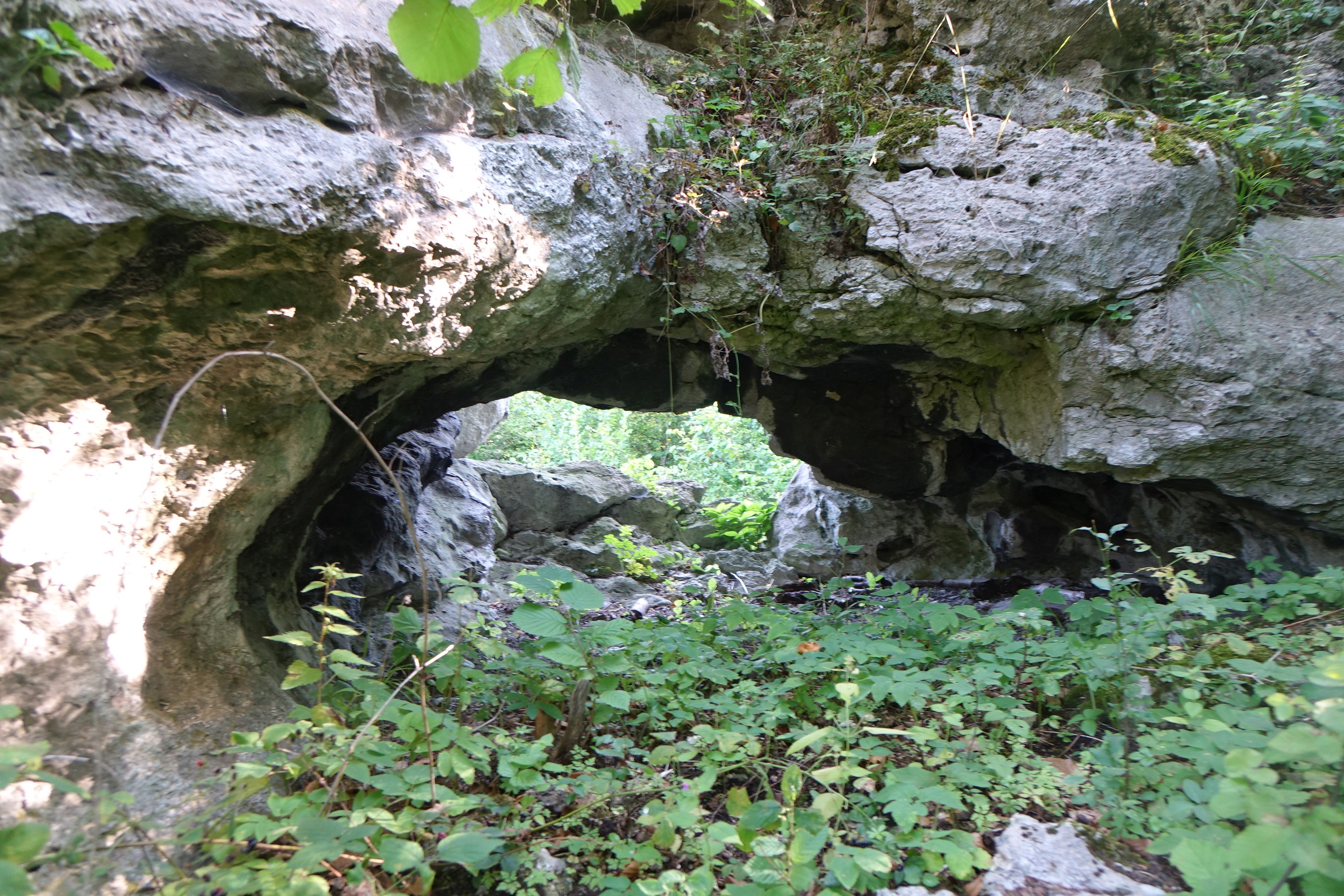
Otwór południowo-zachodni